# Ibrox
Ibrox est un quartier de Glasgow en Écosse au Royaume-Uni.
Le quartier abrite notamment l'Ibrox Stadium, le stade du club de football des Glasgow Rangers.